# Medžimurska županija
Medžimurska županija (hrvaško Međimurska županija, madžarsko Muraköz megye, prekmursko Medmürska žüpanija, nemško Gespanschaft Murinsel) je najsevernejša, po površini (729 km2) najmanjša ter obenem najgosteje poseljena izmed 20 županij Hrvaške (izjema je glavno mesto Zagreb). Po popisu iz leta 2021 šteje 105.863 prebivalcev (2011 je imela 113.804). Glavno in največje mesto, središče županije in Medžimurja je Čakovec, poleg njega imata status mesta (hrv. Grad) še Mursko Središće in Prelog. Županija na zahodu in severozahodu meji na Slovenijo (Prlekijo in Prekmurje severno od Mure, prav tako na severu oziroma severovzhodu z Madžarsko do sotočja Mure z Dravo, na jugu pa na Dravo in novozgrajeni Čakovsko in Dubravsko HE, ki ustvarjata umetni Varaždinsko in Dubravsko jezero, ki predstavljata mejo s sosednjo Varaždinska županijo.

## Upravna delitev
- Mesto Čakovec (sedež županije)
- Mesto Mursko Središče
- Mesto Prelog
- Občina Belica
- Občina Dekanovec
- Občina Domašinec
- Občina Donja Dubrava
- Občina Donji Kraljevec
- Občina Donji Vidovec
- Občina Goričan
- Občina Gornji Mihaljevec
- Občina Kotoriba
- Občina Miklavec
- Občina Mala Subotica
- Občina Nedelišče
- Občina Orehovica
- Občina Podturen
- Občina Pribislavec
- Občina Selnica
- Občina Strahoninec
- Občina Sveta Marija
- Občina Sveti Juraj u Trnju (na Bregu)
- Občina Sveti Martin na Muri
- Občina Šenkovec
- Občina Štrigova
- Občina Vratišinec